# Rolando Escobar
Rolando Emilio Escobar Batista (ciudad de Panamá, Panamá, 24 de octubre de 1981) es un futbolista panameño que se desempeña en la posición de mediocampista.

## Trayectoria

### Mineros de Guayana

#### Torneo Apertura 2017
El 25 de febrero de 2017, concretó un gol ante el Monagas Sport Club.

## Selección nacional
Hizo su debut con la selección de Panamá en el 2006 contra Perú y fue miembro de las categorías juveniles de todos los procesos de la selección nacional de Panamá.

### Participaciones en selección nacional
| Copa                      | Sede           | Resultado        | Partidos | Goles |
| ------------------------- | -------------- | ---------------- | -------- | ----- |
| Copa Uncaf 2007           | El Salvador    | Subcampeón       | 4        | 0     |
| Copa Oro 2007             | Estados Unidos | Cuartos de final | 1        | 0     |
| Copa Oro 2009             | Estados Unidos | Cuartos de final | 2        | 0     |
| Copa Centroamericana 2014 | Estados Unidos | Tercer lugar     | 4        | 0     |

### Goles internacionales
| Núm. | Fecha                    | Lugar                                                   | Rival     | Gol | Resultado | Competición |
| ---- | ------------------------ | ------------------------------------------------------- | --------- | --- | --------- | ----------- |
| 1    | 12 de septiembre de 2007 | Polideportivo de Pueblo Nuevo, San Cristóbal, Venezuela | Venezuela | 0-1 | 1-1       | Amistoso    |

## Clubes
| Club                       | País           | Año         | Juegos | Goles |
| -------------------------- | -------------- | ----------- | ------ | ----- |
| Estudiantes de Panamá F.C. | Panamá         | 1993 - 1999 |        |       |
| Atlético Nacional          | Panamá         | 2000 - 2003 | 66     | 14    |
| Municipal Chorrillo        | Panamá         | 2004 – 2006 | 55     | 11    |
| Tauro FC                   | Panamá         | 2006 - 2007 | 40     | 8     |
| Deportivo Táchira          | Venezuela      | 2007 - 2008 | 29     | 5     |
| Caracas FC                 | Venezuela      | 2008 - 2009 | 33     | 2     |
| San Francisco FC           | Panamá         | 2009 - 2010 | 13     | 3     |
| ACD Lara                   | Venezuela      | 2010        | 3      | 0     |
| Sporting San Miguelito     | Panamá         | 2011        | 10     | 1     |
| Deportivo Anzoátegui       | Venezuela      | 2012 - 2014 | 104    | 31    |
| FC Dallas                  | Estados Unidos | 2015        | 14     | 0     |
| Deportivo Anzoátegui       | Venezuela      | 2016        | 33     | 9     |
| Mineros de Guayana         | Venezuela      | 2017 - 2018 | 15     | 3     |
| Academia Puerto Cabello    | Venezuela      | 2018        | 12     | 0     |
| Sporting San Miguelito     | Panamá         | 2019        | 26     | 3     |

## Palmarés

### Campeonatos nacionales
| Título                  | Club               | País      | Año     |
| ----------------------- | ------------------ | --------- | ------- |
| Liga Panameña de Fútbol | Tauro FC           | Panamá    | 2007    |
| Torneo Clausura         | Deportivo Táchira  | Venezuela | 2008    |
| Primera División        | Deportivo Táchira  | Venezuela | 2007/08 |
| Torneo Clausura         | Caracas FC         | Venezuela | 2009    |
| Primera División        | Caracas FC         | Venezuela | 2008/09 |
| Copa Venezuela          | Mineros de Guayana | Venezuela | 2017    |